# Nuckelavee

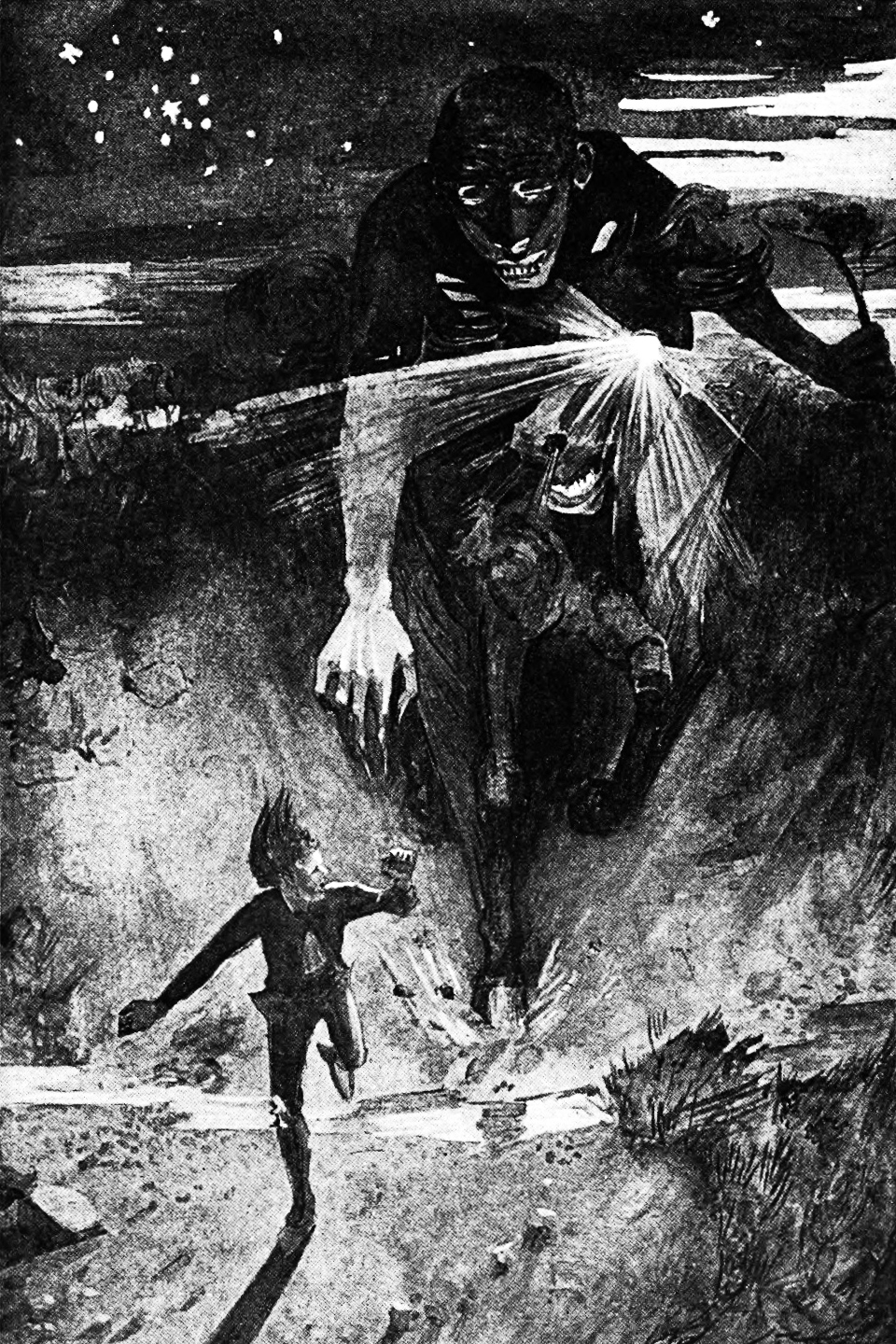
El Nuckelavee Persiguiendo a un isleño, pintura de James Torrance (1859–1916)

El nuckelavee o nuckalavee es un demonio con forma de caballo de la Mitología Orcadiana que combina elementos equinos y humanos. Tiene su origen en la mitología nórdica y es el más horrible de todos los demonios de las islas escocesas. El componente nuck de su nombre parece estar relacionado con el Nick en Old Nick, un nombre para el diablo cristiano.  Se cree que la respiración de nuckelavee puede marchitar los cultivos y hacer que los animales enfermen, siendo esta criatura la responsable de las sequías y las epidemias en la tierra a pesar de ser predominantemente un habitante del mar.
Una descripción gráfica del nuckelavee tal y como aparece en la tierra fue dada por un isleño que afirmaba haber tenido una confrontación con él, pero las características que describen los detalles del aspecto de la criatura son incompatibles. Al igual que muchos otros monstruos del mar es incapaz de tolerar el agua dulce, por lo tanto los que están siendo perseguidos solo tienen que cruzar un río o arroyo para librarse de él. El nuckelavee es mantenido en aislamiento durante los meses de verano por la Madre del Mar (Mither o' the Sea), otro ser divino en la mitología antigua Orcadiana y la única persona capaz de detenerlo.
El folklore Orcadiano tiene una fuerte influencia escandinava, lo que hace que el nuckelavee tenga características del Kelpie y de otras criaturas de la mitología nórdica.

## Etimología
El final del siglo XIX vio un resurgimiento en el interés de transcribir el folklore, pero las transcripciones resultaron tener inconsistencias y con frecuencia se usaban anglicismos, por lo que una misma entidad podría tener diferentes nombres. El término nuckelavee deriva del dialecto Orcadiano knoggelvi, y de acuerdo al residente de Orkney y folklorista Walter Traill Dennison significa "Demonio del Mar". El mismo demonio es llamado mukkelevi en Shetland, donde se le considera un maligno trow marino o demonio del mar. Samuel Hibbert afirma que el componente nuck en Nuckelavee está relacionado tanto con el Nick en Old Nick, un nombre dado a veces al diablo de la creencia cristiana, como con el Latín necare, asesinar. En The Folklore of Orkney and Shetland, Ernest Marwick hace la comparación con el nøkk noruego, otro espíritu del agua.

## Creencias populares

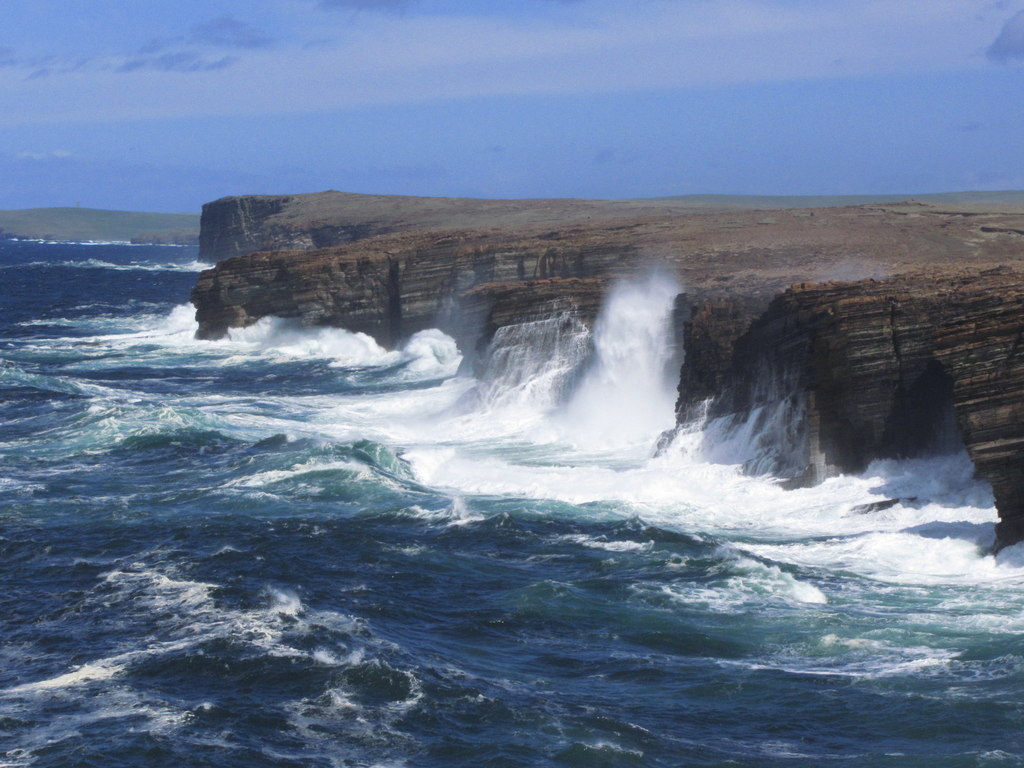
Las tempestuosas aguas de Orkney son el hogar del Nuckelavee.

### Descripción y atributos comunes
Historias de demonios míticos Orcadianos fueron compiladas en el siglo XVI en los manuscritos en Lain de Jo Ben. Es incierto por qué Jo Ben compilo el manuscrito Descripciones de Orkney, que proporciona un relato secuencial de las Islas Orcadas con detalles de las tradiciones y su desarrollo. Se han hecho varias sugerencias en cuanto a su identidad: el sitio Scran afirma que fue John Ballender, quien había sido enviado para llevar a cabo un estudio de las islas. El geógrafo e historiador Charles W. J. Withers sugiere que fue John Benston o Beinston, un Obispo de Orkney, y el historiador local Sigurd Towrie indica que puede haber sido John Bellenden o Ballendon, atribuyendo el manuscrito seria "el más antiguo registro sobreviviente de las islas de Orkney, después transferidas a Escocia en 1468".
El Nuckelavee se asemeja a un centauro cuyas piernas forman una aleta, tiene una enorme boca abierta y un solo ojo gigantesco, que arde con una llama roja. Algunas fuentes, como Abbey Lubbers, Banshees y Boggarts de Katharine Mary Briggs, lo describe como poseedor de la cabeza de un caballo así como una cabeza y un torso humano, creciendo estos en la parte de su espalda.
Podría decirse que el detalle más horripilante de la aparición del Nuckelavee es el hecho de que no tiene piel. A través de sus venas amarillas corre sangre negra y sus pálidos tendones y poderosos músculos se ven como una masa punzante. El Nuckelavee tiene aversión a las corrientes de agua, y los que son perseguidos por él solo tienen que cruzar un arroyo para escapar. Algunos informes afirman que lo que le crece en la espalda es simplemente una cabeza muy grande con dos pequeños brazos, conservando las otras características mencionadas anteriormente.
Otra fobia que el Nuckelavee sufre es la quema de algas para crear carbonato de sodio, llamado kelp localmente.

## En la cultura popular
El Nuckelavee es el Monster in My Pocket # 66.
En la serie Grimm, los Nuckelavee son wesen tipo caballo.
En el manga japonés Mahō Tsukai no Yome, capítulo 61, un Nuckelavee ataca a los estudiantes durante su campamento escolar.
En la Fundación SCP, el Nuckelavee fue adaptado como el SCP-3456 apodado "Los Jinetes de Horcada"

## Otras lecturas
- Relato del único encuentro que se haya registrado con el Nuckelavee

- Datos: Q660471
- Multimedia: Nuckelavee / Q660471